# 福寿会館
福寿会館（ふくじゅかいかん）は、広島県福山市丸之内1丁目の福山城公園内にある建物で昭和初期に個人の別荘として建てられ福山市の市史編纂室及び貸会議室や貸茶室として使われている。主に本館、洋館の2つの施設で構成され、両館含めていくつかの建物が国の登録有形文化財に登録されている。

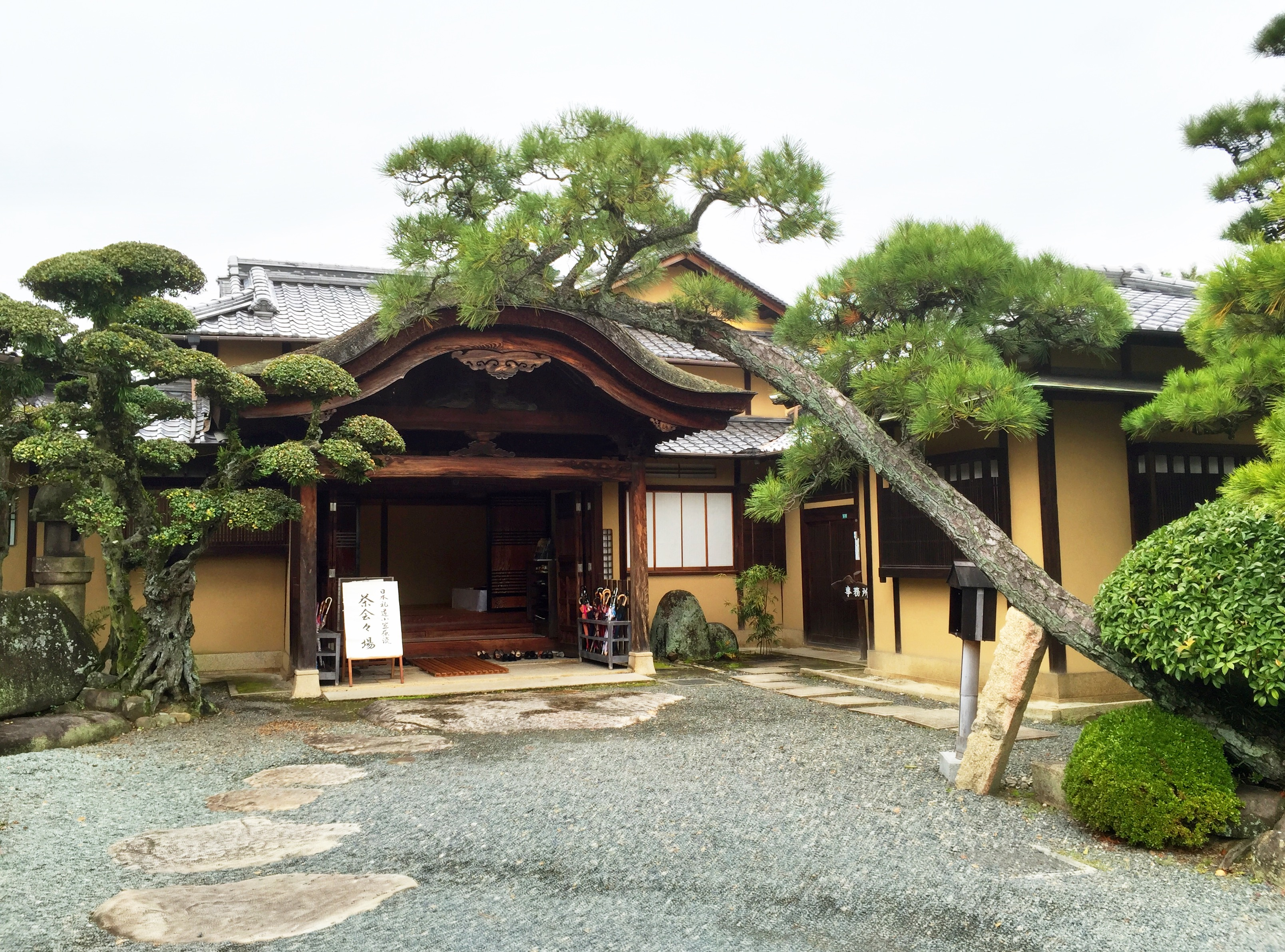
福寿会館　和館

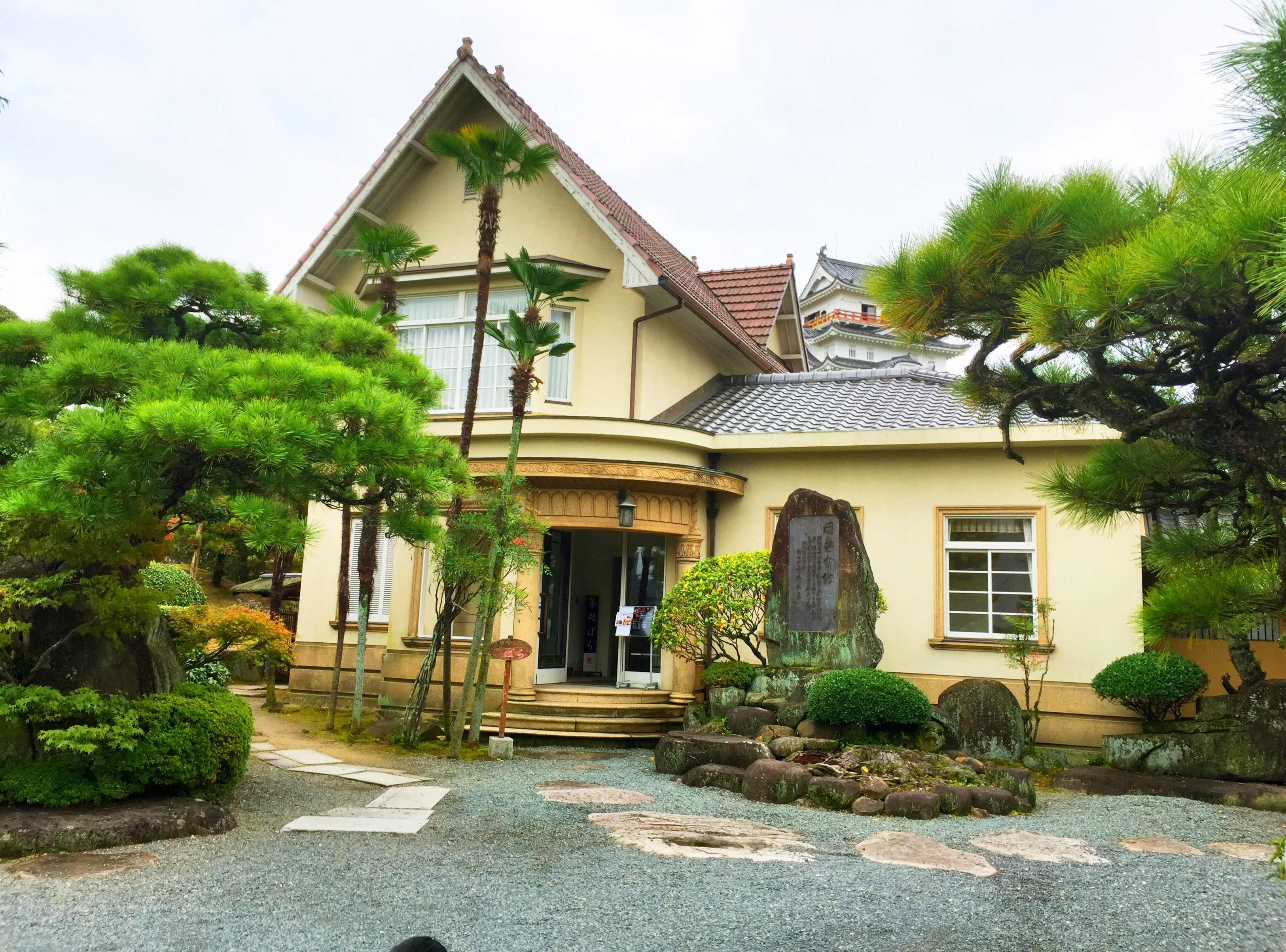
福寿会館　洋館

## 概要
福寿会館は福山城の旧二の丸下段北側に位置し藩政時代には幕府から預かった兵糧米を収蔵する城米蔵があった場所に建てられている。明治時代にはこの周囲は民間に払い下がられ梨園となっていたが、1930年代、この東半分の場所に海産物商で削り節の考案者といわれ「鰹節王」と呼ばれた安部和助（あんべわすけ）により今日の福寿会館となる大規模な別荘が建設された。敷地面積は約7400平方メートルあり平屋で和式の本館とこれに付随する木造2階建ての洋館（床面積約210平方メートル）、池泉回遊式庭園などで構成されている。また、東側には福山城二の丸の石垣を崩して新たに専用の道路が造られた。なお、この道路により二の丸東側と地続きであった敷地は分断されることになった。
福山大空襲では隣接する福山城天守が焼失する中で罹災を免れ、その後、所有権は個人に移ったが、福山通運創業者渋谷昇が買い取り、1953年（昭和28年）に福山市に寄贈された。寄贈後は結婚式場として市民に開放され戦災の傷跡の残る福山市街にあって貴重な施設となっていたが、戦後の復興と共に役割を終え1973年（昭和48年）から洋館は市の迎賓館として、本館は貸会議室や貸茶室として用いられた。1992年（平成4年）には新市庁舎完成により洋館の迎賓施設は市庁舎へと移され、市史編纂室が設置された。その後、洋館は昭和初期の洋式建築として評価され1997年（平成9年）に国の登録有形文化財（建造物）に登録された。2012年には本館・西茶室・南茶室・西蔵・東蔵も同じく登録された。2008年（平成20年）に洋館の改修工事が行われ、市史編纂室を移転させて空調設備やトイレを整備するなどし、2009年4月1日に一般開放された。利用者は周囲に福山城御湯殿や月見櫓といった類似の施設が多くあることなどから年間5000人程度と低迷していたが、市は洋館の開放により新たな観光スポットとして利用者の拡大を期待している。

## 施設

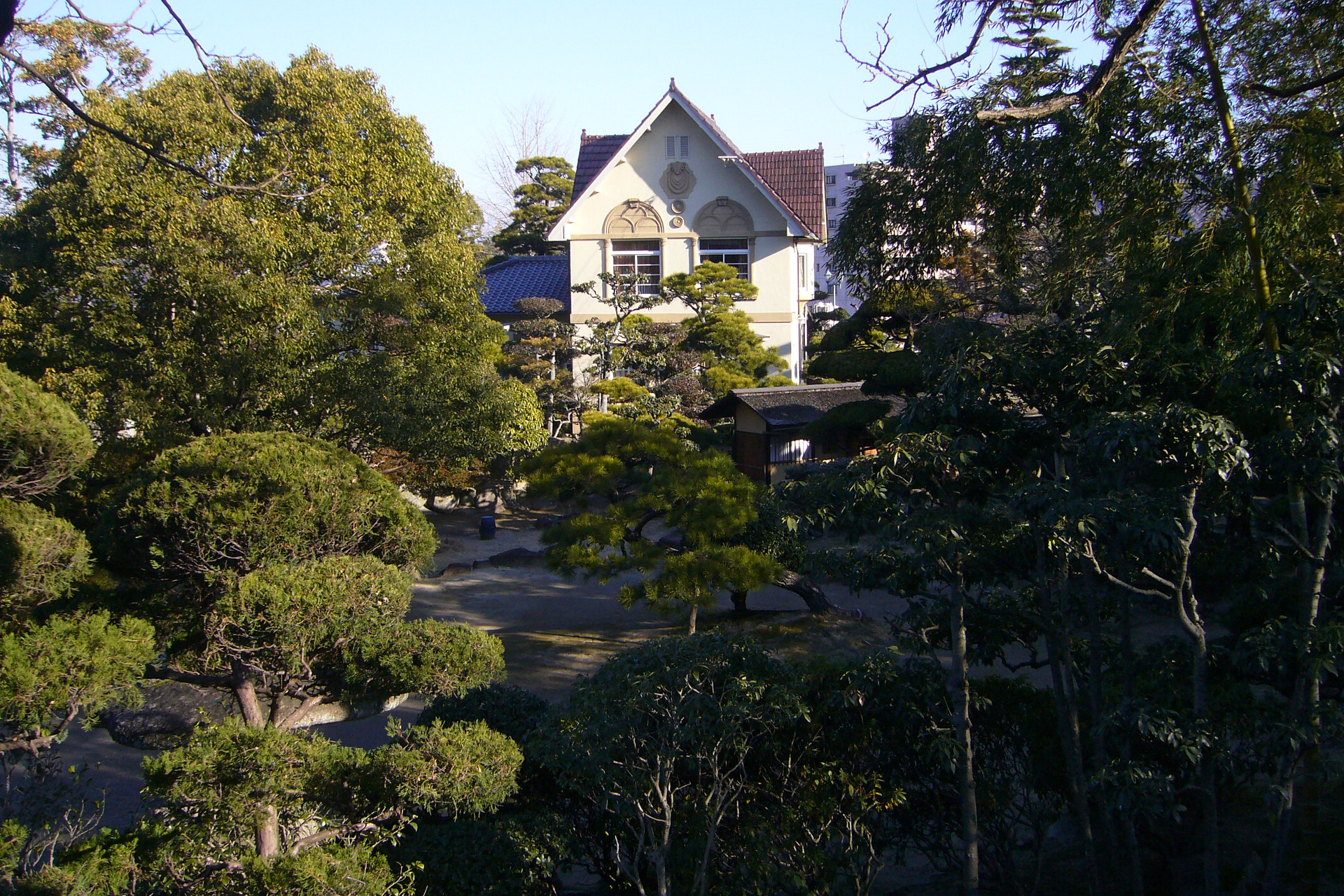
福寿会館洋館

本館
- 大広間（21畳）
- 広間（14畳）
- 西客間（10畳）
- 北客間（6畳）
- 西茶室
- 南茶室

洋館
1935年（昭和10年）- 1937年（昭和12年）頃に建てられた建築面積138平方メートル木造一部2階建ての洋風建築。屋根は鋭角の切妻で瓦葺き、外壁はモルタルで柱や窓にはイタリア・ルネサンス風の装飾が施されている。

## 利用情報
- 開館時間：9:00 - 22:00
- 休館日―：月曜日（祝日の場合は翌日）、年末年始（12月28日 - 1月3日）
- 入館料：無料（要事前確認）、ただし施設を利用する場合は使用料が必要である。
- 交通アクセス：JR福山駅 徒歩3分

## 所在地
- 〒720-0061 広島県福山市丸之内1丁目8番9号

## 交通アクセス
- JR福山駅 徒歩約5分
- 山陽自動車道・福山東インターチェンジ、福山西インターチェンジより車で約20分

## 周辺情報
- 福山城
- 広島県立歴史博物館
- ふくやま美術館
- ふくやま文学館
- 福山市人権平和資料館
- 福山市武道館
- 福山八幡宮
- 備後護国神社
- 三蔵稲荷神社